# Naha
Naha je glavni grad i glavna luka na japanskom otoku Okinawi. Prema popisu iz 1990. godine ima 304,836 stanovnika. Godine 1945. postao je sjedište američkog guvernera na otočju Ryū Kyū. Kada je 1972. godine otok vraćen Japanu, postao je glavni grad Okinawe. Ime se još izgovara Nafa ili Nawa.